# 曉佳奈
曉佳奈（日語：暁佳奈），日本女性輕小說作家，現居北海道。其代表作《紫羅蘭永恆花園》獲得第5屆京都動畫大獎大賞獎，亦為該獎項開辦以來唯一獲獎作品。

## 作品
曉佳奈的《紫羅蘭永恆花園》由京都動畫旗下的KA Esuma文庫出版發行，《春夏秋冬代行者》由KADOKAWA旗下的電擊文庫出版發行。

### 單行本

#### 紫羅蘭永恆花園
插畫：高瀨亞貴子，全4本（本傳3集、外傳1集）
- 紫羅蘭永恆花園 上集（2015年12月25日 ISBN 978-4-907064-43-3）
- 紫羅蘭永恆花園 下集（2016年12月26日 ISBN 978-4-907064-44-0）
- 紫羅蘭永恆花園 外傳（2018年3月23日 ISBN 978-4-907064-81-5）
- 紫羅蘭永恆花園 Ever After（2020年3月27日[3] ISBN 978-4-910052-04-5）

#### 春夏秋冬代行者
插畫：Suoh，已出版2本
- 春夏秋冬代行者 春之舞 上集（2021年4月9日 ISBN 978-4-04-913584-8）台灣由東立出版社代理
- 春夏秋冬代行者 春之舞 下集（2021年4月9日 ISBN 978-4-04-913753-8）

### 單行本未收錄作品
- 伊莎貝拉・約克和花之雨（紫羅蘭永恆花園外傳：永遠與自動手記人偶日本入場特典[4]）
- 紫羅蘭永恆花園 -If-（紫羅蘭永恆花園電影版日本入場特典[5]）
- 基爾伯特・布甘比利亞和短暫的夢（紫羅蘭永恆花園電影版日本入場特典[6]）

### 網路連載
EVERYSTAR小說投稿連載：
- 舊玫瑰世界職業全集
- 舊玫瑰世界職業全集2